# Metka Gabrijelčič

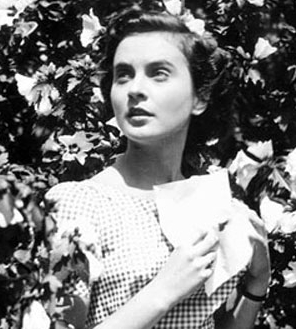
Metka Gabrijelčič vid 19 års ålder, 1953.

Metka Gabrijelčič, född 27 augusti 1934 i Ljubljana, är en slovensk skådespelare. Hon började sin karriär inom teater, film och TV med den framgångsrika filmen Vesna.
Metka Gabrijelčič hade en kort, endast fyra filmer lång, men stark karriär då Slovenien låg under den federala unionen Jugoslavien. Hon medverkade mest i romantiska filmer och blev känd som ingeny. Hon fick även spela en roll mot fransyskan Mylène Demongeot i filmen När kärleken vaknar (Quand vient l'amour), som var en samproduktion mellan Jugoslavien och Frankrike.

## Filmografi
| Årtal | Titel                 | Land                                                        | Språk           | Genre           | Regissör       | Producent Produktion                 |
| ----- | --------------------- | ----------------------------------------------------------- | --------------- | --------------- | -------------- | ------------------------------------ |
| 1953  | Vesna                 | Socialistiska federativa republiken Jugoslavien             | slovenska       | komedi romantik | František Čáp  | Triglav Film (Ljubljana)             |
| 1955  | Milioni na otoku      | Socialistiska federativa republiken Jugoslavien             | serbo-kroatiska | drama krim      | Branko Bauer   | Jadran Film                          |
| 1957  | "Quand vient l'amour" | Frankrike · Socialistiska federativa republiken Jugoslavien | franska         | romantik        | Maurice Cloche | Les Films Fernand Rivers (all media) |
| 1957  | Na čakaj ne maj       | Socialistiska federativa republiken Jugoslavien             | slovenska       | romantik        | František Čáp  | Triglav Film (Ljubljana)             |